# Milicia Nacional Bolivariana
La Milicia Nacional Bolivariana de Venezuela rappresenta la milizia delle forze armate del Venezuela, nonché una delle cinque componenti delle forze armate venezuelane, con sede al Museo militare nazionale di Caracas. Da marzo del 2018, il comandante generale della Milizia nazionale è il maggior generale Carlos Augusto Leal Tellería, dell'Esercito venezuelano. L'anniversario della Milizia è il 13 aprile.

## Missione
In base all'articolo 46 della legge organica delle forze armate, la milizia viene istituita con lo scopo di:
- Arruolare, organizzare, equipaggiare, istruire, addestrare e ri-allenare le unità formate della Milicia Nacional Bolivariana
- Stabilire dei collegamenti permanenti tra le forze armate e il popolo venezuelano per poter contribuire ad assicurare la difesa integrale del Venezuela;
- Organizzare ed addestrare il personale e le unità della milizia territoriale per implementare le operazioni di difesa comprensiva in modo da assicurare la difesa della sovranità e dell'indipendenza nazionale
- Contribuire al Comando operativo strategico, nello sviluppo e nell'implementazione dei piani per la difesa integrale della nazionale e per la mobilitazione nazionale
- Partecipare e contribuire allo sviluppo delle tecnologie e dell'industria militare, senza restrizioni oltre a quelle previste dalla Costituzione o dalle leggi
- Guidare, coordinare e supportare i consigli delle comunità nelle aree di competenza per assistere nell'implementazione delle politiche pubbliche
- Contribuire e consigliare sull'istituzione e sulla consolidazione dei comitati di difesa integrale dei consigli comunali per rafforzare l'unione civile-militare;
- Raccogliere, elaborare e disseminare informazioni e consolidazioni dei consigli delle comunità, di istituzioni pubbliche e nel settore privato, necessari per lo sviluppo dei piani, programmi e progetti per lo sviluppo integrale della nazione e della mobilitazione nazionale
- Coordinare con gli organi, corpi ed agenzie del settore pubblico e privato, la creazione e l'organizzazione di Corpi combattenti, dipendenti amministrativamente da essi, in modo da contribuire nella difesa complessiva della nazione; supervisionare e addestrare i Corpi combattenti, che rispondono direttamente al quartier generale della Milizia nazionale,
- Altri doveri specificati nelle leggi e nei regolamenti della repubblica come autorizzato dalle autorità competenti e promulgato dall'Assemblea nazionale.

## Organizzazione

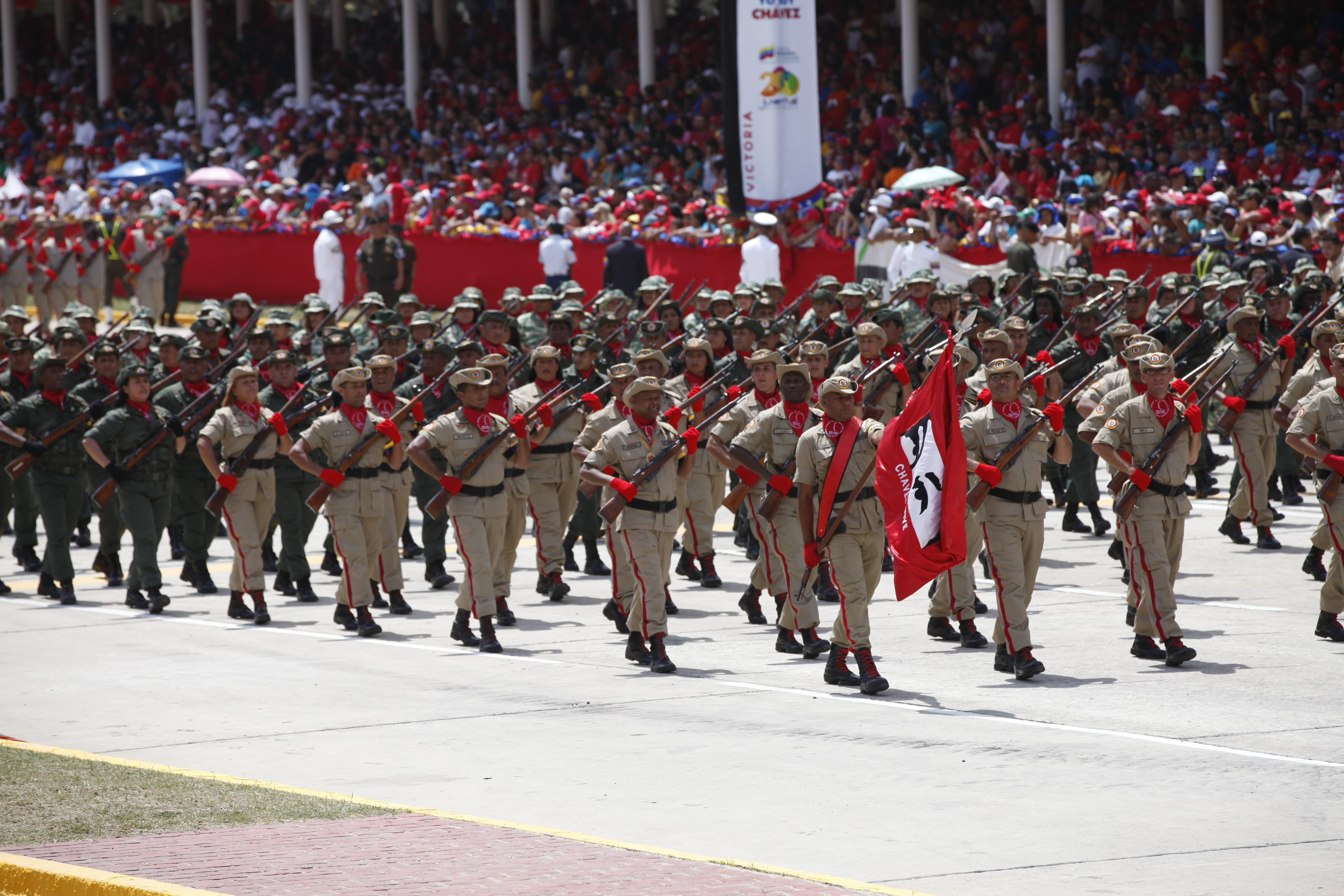
Milizia nazionale venezuelana a Caracas, il 5 marzo 2014, durante la commemorazione della morte di Hugo Chávez.

Il Comando generale della Milizia nazionale è diviso in tre rami con un quarto ramo suddiviso in due:
- Il Servizio della riserva nazionale, formato da tutti i cittadini venezuelani non attivi nel servizio militare, o che hanno completato il servizio militare nazionale, o che volontariamente hanno aderito alle unità di riserva (quest'ultime non incluse nella Milizia nazionale né in altri componenti delle FANB)
- Il Componente della Guardia territoriale, costituito da tutti i cittadini venezuelani che volontariamente organizzano dei gruppi di resistenza locale contro ogni minaccia esterna alla nazione. Si suddivide nei Corpi combattenti speciali di resistenza, per la difesa in tempo di guerra e pace delle istituzioni pubbliche e delle aziende statali e private, e la Componente della milizia territoriale dei lavoratori, divisa in:
  - Distaccamenti della Milizia per l'impiego generale, componenti mobili per l'azione rapida posti in tutti gli stati del Venezuela, aree metropolitane e città
  - Battaglioni di Milizie per l'impiego territoriali, situati in città e cittadine chiave del Venezuela e aree di importanza strategica
  - Distaccamenti della Milizia della comunità, poste in tutte le cittadine e città di tutti gli stati del Venezuela, con lo scopo di mantenere l'ordine e dividere le istituzioni governative e gli assets economici come le fabbriche
  - Battaglioni della Milizia per gli impieghi rurali, posti in tutti i terreni agricoli pubblici
- Il Arma della Marina popolare, istituita nel 2013 e che rappresenta la milizia navale impiegata per la difesa della costa venezuelane e delle acque territoriali, a sua volta diviso nel Comando della riserva navale e nei Battaglioni della Milizia territoriale operaia navale
- I Corpi nazionali di difesa nazionale del popolo, formati nel 2018 e che rappresentano come la riserva operativa delle FANB nel garantire l'ordine pubblico e la sicurezza

Oggi, il Comando generale della Milizia nazionale è organizzato in nove Brigate di riserve, presenti in tutto il territorio nazionale, dozzine di Corpi speciali di resistenza (raggruppati intorno a contingenti di lavoratori di aziende pubbliche e private o di istituzioni nazionali in tutti i livelli) assieme ai comandi menzionati, e anche ad una nuova brigata nazionale di guardie, e da future unità armate e dell'aviazione. Il Comando nazionale è una forza autonoma e ausiliaria dei rami delle FANB, con la propria catena di comando e rami di servizio, e risponde direttamente al Presidente della Repubblica, al ministro della difesa e al Comando strategico operativo. Si stima una presenza di 400 000 uomini e donne nei vari livelli di addestramento, ma l'obiettivo delle autorità è quello di raggiungere un personale di 1 100 000 unità part-time. Oggi più di 160 000 uomini e donne servono attivamente nella Milizia, con piani di avere una forza attiva di mezzo milione di unità nella riserva nazionale nel 2015.
In seguito alla crisi costituzionale in Venezuela del 2017 e alle successive proteste, il Presidente Nicolás Maduro annunciò l'espansione della milizia a 500 000 persone, affermando che il governo avrebbe comprato un nuovo fucile per ciascun miliziano, con piani per aumentare il personale a più di un milione di unità attive e un numero non determinato di riserve.

## Controversie
La Milizia nazionale bolivariana è stata descritta come un "esercito politico" creato da Hugo Chávez con centinaia di migliaia di membri in servizio, inclusi riservisti militari ed impiegati in aziende statali e private in tutti i livelli. La milizia è "sotto il diretto comando del presidente" come il comandante in capo delle FANB (attraverso l'autorità del ministro della difesa e del comandante del Centro strategico operativo) e "sono addestrate a difendere la rivoluzione (bolivariana) da nemici interni ed esterni". El Mundo riporta che la milizia ha spesso usato "la violenza per far tacere il dissenso o i giornalisti che non si piegano ai discorsi del regime".